# Họ Dế vua
Họ Dế vua (tên khoa học Anostostomatidae) là một họ trong bộ Orthoptera. Đôi khi nó được gọi là Mimnermidae hoặc Henicidae trong một số đơn vị phân loại, và tên gọi thông thường bao gồm dế vua ở Nam Phi, và weta ở New Zealand. Chúng được cho là có liên quan chặt chẽ nhất với dế Jerusalem của Bắc Mỹ. 

## Phân họ và chi
- Phân họ Anostostomatinae Saussure, 1859
  - Aistus
  - Anabropsis
  - Anostostoma
  - Apotetamenus
  - Apteranabropsis
  - Bochus
  - Borborothis
  - Brachyporus
  - Carcinopsis
  - Cnemotettix
  - Cratomelus
  - Exogryllacris
  - Glaphyrosoma
  - Gryllotaurus
  - Hemiandrus, dế weta đất
  - Henicus
  - Hydrolutos
  - Hypocophoides
  - Hypocophus
  - Leponosandrus
  - Libanasa
  - Libanasidus, dế vua
  - Licodia
  - Lutosa
  - Motuweta, dế weta có nanh
  - Nasidius
  - Neolutosa
  - Onosandridus
  - Onosandrus
  - Papuaistus
  - Paterdecolyus
  - Penalva
  - Spizaphilus
- Phân họ Deinacridinae
  - Anisoura, dế weta có nanh
  - Deinacrida, dế weta khổng lồ
  - Gryllacropsis (from India, only tentatively assigned to Deinacridinae)
  - Hemideina, dế weta cây
- Phân họ Leiomelinae
  - Leiomelus